# Gousli

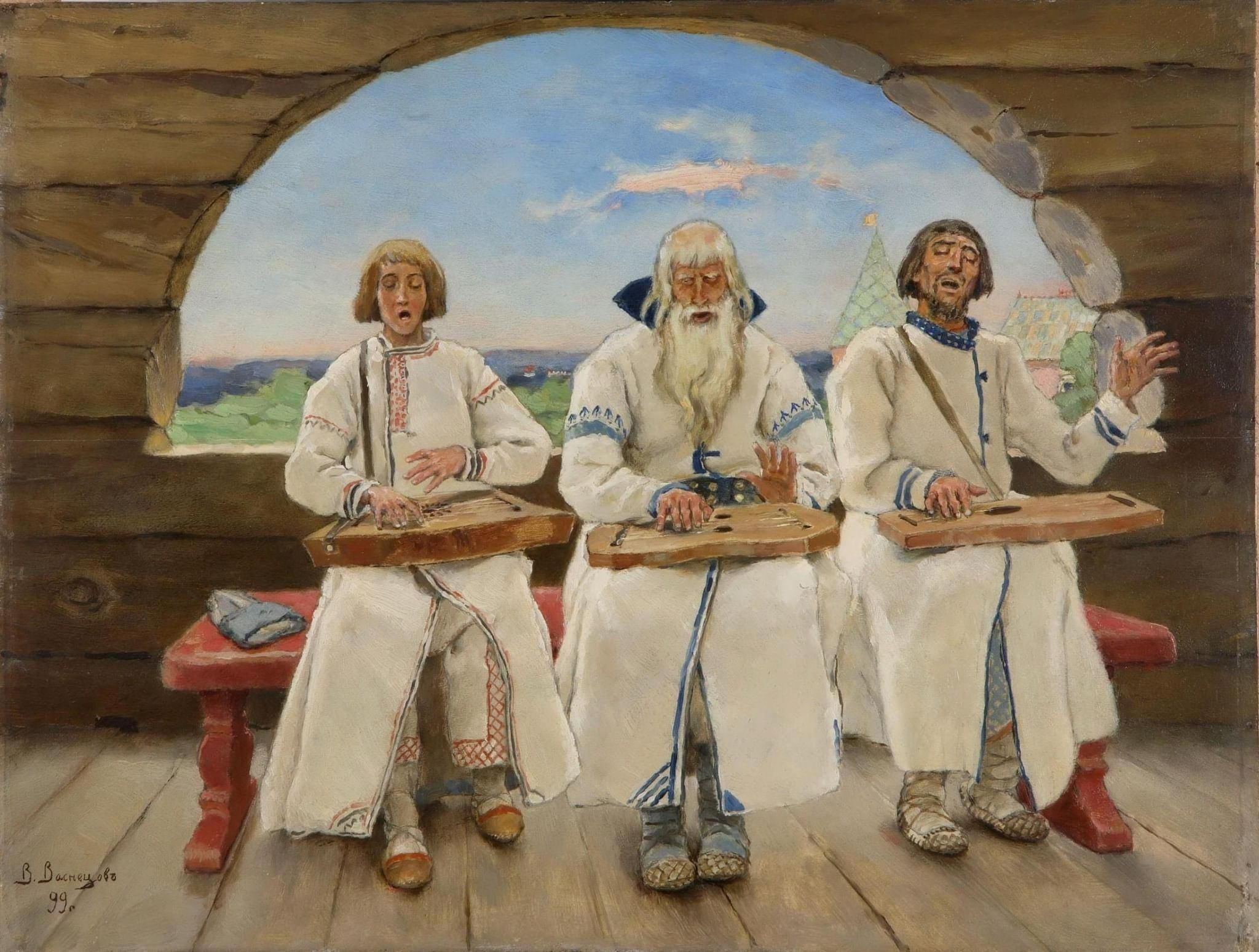
Joueurs de gousli, par Viktor Vasnetsov, 1899

Les gousli, gusli (en russe : гусли) ou housli et husli (en ukrainien : гуслі), constituent peut-être le plus ancien type d'instrument à plusieurs cordes pincées de Russie et d'Ukraine. Il en existe deux formes principales apparentées soit aux cithares, soit aux lyres. On trouve dans les pays voisins de la mer Baltique des instruments similaires : le kantele finlandais, le kannel estonien, le kokle letton, le kanklės lituanien.
Aux temps de la Rus' de Kiev, le terme gousli semble s'être appliqué à tout instrument à corde générique. Le mot dérive d'un verbe vieux-slave gousti qui signifiait « tinter, résonner, bourdonner ». Le nom finit par désigner le « gousli-psalterion » trapézoïdal, d'origine peut-être byzantine ; ce nom peut aussi désigner d'autres instruments dans d'autres cultures slaves, comme le violon en tchèque (housle) et un instrument à corde unique frottée des Balkans (gusle).

## Histoire

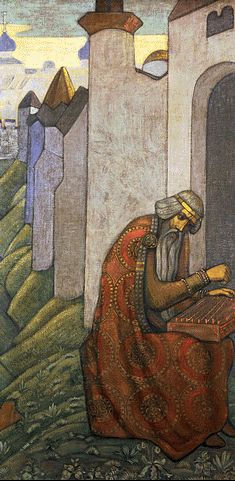
Le barde Boïane jouant des gousli, par Nicolas Roerich

Les gousli sont l'un des plus anciens instruments à avoir joué un rôle important dans la culture musicale russe. Leur histoire exacte est inconnue, mais il est possible qu'ils dérivent d'une forme byzantine de la cithare grecque, elle-même dérivée de la lyre antique. 
Les historiens grecs Théophylacte Simocatta et Théophane furent les premiers à en faire mention[réf. nécessaire] : au cours d'une guerre à la fin du VIe siècle, les Grecs firent prisonniers en Thrace des Slaves qui leur firent découvrir cet instrument. 
Le musicologue russe K.A. Vertkov situe cette première mention en l'an 591[citation nécessaire].
Les auteurs arabes Al-Masudi et Ibn-Dasta reprirent ce récit au Xe siècle[réf. nécessaire].
Les héros d'épopées tels le barde légendaire Boïane, évoqué dans Le Dit de la campagne d'Igor, Sadko, ou Dobrynia Nikititch, jouaient probablement des gousli.
Les gousli tchouvaches et tchérémisses ont une ressemblance frappante avec les représentations de cet instrument dans les documents anciens, par exemple dans un Missel manuscrit du XIVe siècle, où la lettre majuscule D est représentée par un homme jouant des gousli, dans le Grand Recueil de Macarius (1542), etc. Dans toutes ces représentations, les interprètes ont leurs gousli posés sur les genoux et jouent sur les cordes avec les doigts.

## Facture

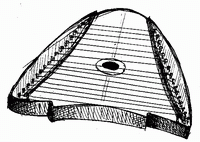
Gousli en forme de casque

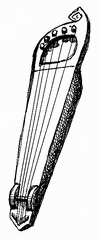
Gousli en forme d'aile

Les gousli populaires ont entre onze et trente-six cordes de boyau ou de métal, accordées diatoniquement. Ils se répartissent en deux types principaux[réf. nécessaire] : en forme de casque et en forme d'aile. À ces deux catégories s'ajoute une forme plus récente et plus élaborée, les gousli-clavicorde.

### Les gousli en forme de casque
Les chlemovidnye gousli (en russe : шлемовидные гусли) constituent une variété de gousli que le musicien tient sur ses genoux, de sorte que les cordes sont à l'horizontale, au-dessus de la caisse de résonance. La main gauche est utilisée pour assourdir les cordes non utilisées, tandis que la main droite joue sur l'ensemble des cordes. Cet instrument est répandu dans les régions au sud et l'ouest de la Rus' kiévienne.

### Les gousli en forme d'aile
Les krylovidnye gousli (russe : крыловидные гусли), de taille nettement plus petite, ressemblent davantage aux instruments traditionnels scandinaves de type psalterion, comme le kantele. On tient l'instrument un peu comme une guitare moderne (quoique les cordes restent assourdies par la main gauche, grâce à une ouverture spécifique dans le corps de l'instrument). Cette version s'est imposée surtout dans le nord de la Russie, notamment autour de Novgorod et de Pskov.

### Les gousli-clavicorde
Les klaviro-obraznye gousli (en russe : клавирообразные гусли) sont apparus au XIXe siècle. Il s'agit d'un instrument sur pieds, muni d'un clavier, qui possède un cadre et des cordes métalliques accordées chromatiquement. En appuyant sur les touches du clavier, le joueur active des registres de cordes spécifiques, ce qui lui permet de jouer des glissandi et des arpèges sur toute la gamme des cordes. Cet instrument est surtout utilisé dans les orchestres traditionnels russes.

## Jeu
Un joueur de gousli s'appelle un gouslar (russe : гусляр).